# Clubiona parallelos
Clubiona parallelos là một loài nhện trong họ Clubionidae.
Loài này thuộc chi Clubiona. Clubiona parallelos được miêu tả năm 1996 bởi Chang-Min Yin et al..